# Europese kampioenschappen kunstschaatsen 1971
De Europese Kampioenschappen kunstschaatsen zijn wedstrijden die samen een jaarlijks terugkerend evenement vormen, georganiseerd door de Internationale Schaatsunie (ISU).
De kampioenschappen van 1971 vonden plaats van 2 tot en met 7 februari in de Hallenstadion in Zürich. Het was de tweede keer, na het EK van 1951, dat het EK Kunstschaatsen in Zürich plaatsvond. Het was de zestiende keer dat een EK kampioenschap in Zwitserland plaatsvond, eerder werden de toernooien van 1899, 1904, 1906, 1922, 1924, 1926, 1929 en 1939 (voor de mannen), 1947 en 1959 in Davos, de toernooien van 1931 (vrouwen en paren), 1935 en 1938 (mannen en vrouwen) in Sankt Moritz gehouden en het toernooi van 1962 in Genève.
Voor de mannen was het de 63e editie, voor de vrouwen en paren was het de 35e editie en voor de ijsdansers de achttiende editie.

## Historie
De Duitse en Oostenrijkse schaatsbond, verenigd in de "Deutscher und Österreichischer Eislaufverband", organiseerden zowel het eerste EK Schaatsen voor mannen als het eerste EK Kunstschaatsen voor mannen in 1891 in Hamburg, in toen nog het Duitse Keizerrijk, nog voor het ISU in 1892 werd opgericht. De internationale schaatsbond nam in 1892 de organisatie van het EK kunstschaatsen over. In 1895 werd besloten voortaan het WK kunstschaatsen te organiseren en kwam het EK te vervallen. In 1898, na twee jaar onderbreking, vond toch weer een herstart plaats van het EK kunstschaatsen.
De vrouwen en paren zouden vanaf 1930 jaarlijks om de Europese titel strijden. De ijsdansers streden vanaf 1954 om de Europese titel in het kunstschaatsen.

## Deelname
Er namen deelnemers uit zeventien landen deel aan deze kampioenschappen. Zij vulden 79 startplaatsen in de vier disciplines in.
Voor Nederland nam debutante Dianne de Leeuw in het vrouwentoernooi deel.
(Tussen haakjes het totaal aantal startplaatsen over de disciplines.)
| Sovjet-Unie (11) Verenigd Koninkrijk (8) West-Duitsland (8) Tsjecho-Slowakije (7) Frankrijk (6) Oostenrijk (6) | Duitse Democratische Republiek (5) Zwitserland (5) Hongarije (4) Italië (4) Polen (4) Joegoslavië (3) | Denemarken (2) Roemenië (2) Zweden (2) Finland (1) Nederland (1) |

## Medaille verdeling
Bij de mannen prolongeerde Ondrej Nepela de Europese titel, het was de derde titel oprij. Het was zijn zesde medaille, van 1966-1968 werd hij derde. De nummer drie van 1969, Sergei Chetverukhin, eindigde dit jaar op plaats twee, het was zijn tweede medaille. De nummer drie, Haig Oundjian, stond voor het eerst op het erepodium bij de Europese Kampioenschappen kunstschaatsen.
Bij de vrouwen werd Beatrix Schuba de zeventiende vrouw en de zevende Oostenrijkse die de Europese titel veroverde. Het was haar vierde medaille, in 1968 en 1969 werd ze derde en in 1970 tweede. De nummer twee, Zsuzsa Almássy, stond voor de derde keer op het erepodium bij de Europese Kampioenschappen kunstschaatsen, in 1967 en 1970 werd ze derde. De nummer drie, Rita Trapanese, stond voor het eerst op het erepodium bij de Europese Kampioenschappen kunstschaatsen. Zij was de eerste Italiaanse vrouw die op het EK podium plaats nam en na Carlo Fassi de tweede persoon met de Italiaanse nationaliteit. Fassi stond van 1950-1954 vijf opeenvolgende jaren op het podium)
Voor de tweede keer bij de paren stonden drie paren uit één natie op het erepodium. In 1969 stonden er net als dit jaar drie Sovjet paren op. Het paar Irina Rodnina / Aleksej Oelanov veroverde de derde Europese titel oprij, het was ook hun derde medaille. Ljoedmila Smirnova / Andrej Soerajkin eindigden net als in 1970 op de tweede plaats, het was hun tweede medaille. Het derde paar, Galina Karelina / Georgi Proskurin, op plaats drie stonden voor het eerst op het erepodium bij het EK Kunstschaatsen.
Bij het ijsdansen veroverde het Sovjet paar Lyudmila Pakhomova / Alexandr Gorshkov voor de tweede keer de Europese titel, zij stonden voor de derde keer op het erepodium, in 1969 werden ze derde. Het West-Duitse paar Angelika Buck / Erich Buck eindigden net als in 1970 op de plaats twee, het was hun tweede medaille. Het Britse paar Susan Getty / Roy Bradshaw op plaats drie stonden voor het eerst op het erepodium bij het EK Kunstschaatsen.
| Discipline | Goud                                   | Zilver                                | Brons                              |
| ---------- | -------------------------------------- | ------------------------------------- | ---------------------------------- |
| Mannen     | Ondrej Nepela                          | Sergei Chetverukhin                   | Haig Oundjian                      |
| Vrouwen    | Beatrix Schuba                         | Zsuzsa Almássy                        | Rita Trapanese                     |
| Paren      | Irina Rodnina / Aleksej Oelanov        | Ljoedmila Smirnova / Andrej Soerajkin | Galina Karelina / Georgi Proskurin |
| IJsdansen  | Lyudmila Pakhomova / Alexandr Gorshkov | Angelika Buck / Erich Buck            | Susan Getty / Roy Bradshaw         |

## Uitslagen
| #      | naam (deelname)         | land                                    | pc |
| ------ | ----------------------- | --------------------------------------- | -- |
| Goud   | Ondrej Nepela (7)       | Vlag van Tsjechië                       |    |
| Zilver | Sergei Chetverukhin (7) | Vlag van Sovjet-Unie                    |    |
| Brons  | Haig Oundjian (3)       | Vlag van Verenigd Koninkrijk            |    |
| 4      | Jan Hoffmann (4)        | Vlag van Duitse Democratische Republiek |    |
| 5      | Yuri Ovchinnikov (3)    | Vlag van Sovjet-Unie                    |    |
| 6      | Sergei Volkov (4)       | Vlag van Sovjet-Unie                    |    |
| 7      | John Curry (2)          | Vlag van Verenigd Koninkrijk            |    |
| 8      | Gunter Anderl (6)       | Vlag van Oostenrijk                     |    |
| 9      | Jacques Mrozek (4)      | Vlag van Frankrijk                      |    |
| 10     | Didier Gailhaguet (2)   | Vlag van Frankrijk                      |    |
| 11     | Daniel Honer (5)        | Vlag van Zwitserland                    |    |
| 12     | Jozef Zidek (2)         | Vlag van Tsjechië                       |    |
| 13     | Klaus Grimmelt (3)      | Vlag van Duitsland                      |    |
| 14     | Josef Schneider (2)     | Vlag van Oostenrijk                     |    |
| 15     | Laszlo Vajda (2)        | Vlag van Hongarije (1957 - 1989)        |    |
| 16     | Stefano Bargauan (2)    | Vlag van Italië                         |    |
| 17     | Thomas Callerud (4)     | Vlag van Zweden                         |    |
| 18     | Gheorghe Fazekas (3)    | Vlag van Roemenië (1965-1989)           |    |
| 19     | Pekka Leskinen          | Vlag van Finland (1918-1978)            |    |
| 20     | Bernard Bauer           | Vlag van Zwitserland                    |    |
| 21     | Zoran Matas (2)         | Vlag van Joegoslavië (1943-1992)        |    |
| 22     | Zdenek Pazdirek (2)     | Vlag van Tsjechië                       |    |

| #      | naam (deelname)       | land                                    | pc |
| ------ | --------------------- | --------------------------------------- | -- |
| Goud   | Beatrix Schuba (5)    | Vlag van Oostenrijk                     |    |
| Zilver | Zsuzsa Almássy (7)    | Vlag van Hongarije (1957 - 1989)        |    |
| Brons  | Rita Trapanese (6)    | Vlag van Italië                         |    |
| 4      | Sonja Morgenstern (4) | Vlag van Duitse Democratische Republiek |    |
| 5      | Charlotte Walter (4)  | Vlag van Zwitserland                    |    |
| 6      | Patricia Ann Dodd (4) | Vlag van Verenigd Koninkrijk            |    |
| 7      | Christine Errath (2)  | Vlag van Duitse Democratische Republiek |    |
| 8      | Elena Alesandrova (2) | Vlag van Sovjet-Unie                    |    |
| 9      | Eileen Zillmer (3)    | Vlag van Duitsland                      |    |
| 10     | Ludmila Bezakova (3)  | Vlag van Sovjet-Unie                    |    |
| 11     | Jean Scott            | Vlag van Verenigd Koninkrijk            |    |
| 12     | Marina Titova         | Vlag van Sovjet-Unie                    |    |
| 13     | Judith Bayer          | Vlag van Duitsland                      |    |
| 14     | Liana Drahová (3)     | Vlag van Tsjechië                       |    |
| 15     | Anita Johansson (2)   | Vlag van Zweden                         |    |
| 16     | Cinzia Frosio (2)     | Vlag van Italië                         |    |
| 17     | Beatrice Hustiu (2)   | Vlag van Roemenië (1965-1989)           |    |
| 18     | Sonja Balun           | Vlag van Oostenrijk                     |    |
| 19     | Dianne de Leeuw       | Vlag van Nederland                      |    |
| 20     | Marie-Claude Bierre   | Vlag van Frankrijk                      |    |
| 21     | Kirsten Frikke        | Vlag van Denemarken                     |    |
| 22     | Helena Gazvoda        | Vlag van Joegoslavië (1943-1992)        |    |

| #      | naam (deelname)                             | land                                    | pc |
| ------ | ------------------------------------------- | --------------------------------------- | -- |
| Goud   | Irina Rodnina (4) Aleksej Oelanov (4)       | Vlag van Sovjet-Unie                    |    |
| Zilver | Ljoedmila Smirnova (2) Andrej Soerajkin (2) | Vlag van Sovjet-Unie                    |    |
| Brons  | Galina Karelina (2) Georgij Proskurin (5)   | Vlag van Sovjet-Unie                    |    |
| 4      | Manuela Groß (3) Uwe Kagelmann (3)          | Vlag van Duitse Democratische Republiek |    |
| 5      | Almut Lehmann (2) Herbert Wiesinger (5)     | Vlag van Duitsland                      |    |
| 6      | Marlies Radunsky Rolf Osterreich            | Vlag van Duitse Democratische Republiek |    |
| 7      | Brunhilde Bassler (2) Eberhard Rausch (2)   | Vlag van Duitsland                      |    |
| 8      | Grazyna Osmanska (3) Adam Brodecki (3)      | Vlag van Polen (1928-1980)              |    |
| 9      | Linda Connolly Colin Taylforth              | Vlag van Verenigd Koninkrijk            |    |
| 10     | Florence Cahn Jean-Roland Racle (2)         | Vlag van Frankrijk                      |    |
| 11     | Dana Fialova (3) Josef Tuma (4)             | Vlag van Tsjechië                       |    |
| 12     | Karin Kunzle (2) Christian Kunzle (2)       | Vlag van Zwitserland                    |    |
| 13     | Teresa Skrzek Piotr Sczypa (6)              | Vlag van Polen (1928-1980)              |    |
| 14     | Evelyn Scharf (3) Wilhelm Bietak (9)        | Vlag van Oostenrijk                     |    |
| 15     | Helena Gazvoda Silvo Svajger                | Vlag van Joegoslavië (1943-1992)        |    |

| #      | naam (deelname)                                | land                             | pc |
| ------ | ---------------------------------------------- | -------------------------------- | -- |
| Goud   | Lyudmila Pakhomova (6) Aleksandr Gorschkow (5) | Vlag van Sovjet-Unie             |    |
| Zilver | Angelika Buck (5) Erich Buck (5)               | Vlag van Duitsland               |    |
| Brons  | Susan Getty (3) Roy Bradshaw (3)               | Vlag van Verenigd Koninkrijk     |    |
| 4      | Tatiana Voitiuk (3) Viacheslav Zhigalin (3)    | Vlag van Sovjet-Unie             |    |
| 5      | Janet Sawbridge (8) Peter Dalby                | Vlag van Verenigd Koninkrijk     |    |
| 6      | Jelena Zjarkova (3) Gennadi Karponossov (3)    | Vlag van Sovjet-Unie             |    |
| 7      | Hilary Green (2) Glyn Watts (2)                | Vlag van Verenigd Koninkrijk     |    |
| 8      | Diana Skotnicka Martin Skotnicky               | Vlag van Tsjechië                |    |
| 9      | Teresa Weyna (4) Pietr Bojanczyk (4)           | Vlag van Polen (1928-1980)       |    |
| 10     | Ilona Berecz (6) Istvan Sugar (6)              | Vlag van Hongarije (1957 - 1989) |    |
| 11     | Anne-Claude Wolfers Roland Mars                | Vlag van Frankrijk               |    |
| 12     | Matilde Ciccia (2) Lamberto Ceserani (2)       | Vlag van Italië                  |    |
| 13     | Astrid Kopp (2) Axel Kopp (2)                  | Vlag van Duitsland               |    |
| 14     | Krisztina Regoczy (2) Andras Sallay (2)        | Vlag van Hongarije (1957 - 1989) |    |
| 15     | Tatiana Grossen (2) Alessandro Grossen (2)     | Vlag van Zwitserland             |    |
| 16     | Sylvia Fuchs Michael Fuchs                     | Vlag van Duitsland               |    |
| 17     | Ewa Kolodziej Tadeusz Gora                     | Vlag van Polen (1928-1980)       |    |
| 18     | Brigitte Ydraut Pascal Germe (2)               | Vlag van Frankrijk               |    |
| 19     | Agnes Arco Adrian Perco                        | Vlag van Oostenrijk              |    |
| 20     | Vivi Poulsen Kurt Poulsen                      | Vlag van Denemarken              |    |

Medaillewinnaars

Mannen · 
Vrouwen ·
Paren · 
IJsdansen

Toernooi

1891 · 
1892 · 
1893 · 
1894 · 
1895 · 
1896-1897 · 
1898 · 
1899 · 
1900 · 
1901 · 
1902-1903 · 
1904 · 
1905 · 
1906 · 
1907 · 
1908 · 
1909 · 
1910 · 
1911 · 
1912 · 
1913 · 
1914 · 
1915-1921 · 
1922 · 
1923 · 
1924 · 
1925 · 
1926 · 
1927 · 
1928 · 
1929 · 
1930 · 
1931 · 
1932 · 
1933 · 
1934 · 
1935 · 
1936 · 
1937 · 
1938 · 
1939 ·
1940-1946 · 
1947 · 
1948 · 
1949 · 
1950 · 
1951 · 
1952 · 
1953 · 
1954 · 
1955 · 
1956 · 
1957 · 
1958 · 
1959 · 
1960 · 
1961 · 
1962 · 
1963 · 
1964 · 
1965 · 
1966 · 
1967 · 
1968 · 
1969 · 
1970 · 
1971 · 
1972 · 
1973 · 
1974 · 
1975 · 
1976 · 
1977 · 
1978 · 
1979 · 
1980 · 
1981 · 
1982 · 
1983 · 
1984 · 
1985 · 
1986 · 
1987 · 
1988 · 
1989 · 
1990 · 
1991 · 
1992 · 
1993 · 
1994 · 
1995 ·
1996 · 
1997 · 
1998 · 
1999 · 
2000 · 
2001 · 
2002 · 
2003 · 
2004 · 
2005 · 
2006 ·
2007 ·
2008 ·
2009 ·
2010 ·
2011 ·
2012 ·
2013 ·
2014 ·
2015 ·
2016 ·
2017 ·
2018 ·
2019 ·
2020 ·
2021 · 
2022 · 
2023 · 
2024 · 
2025

WK kunstschaatsen ·
WK kunstschaatsen junioren ·
Viercontinentenkampioenschap ·
Olympische Spelen